# 가가라강

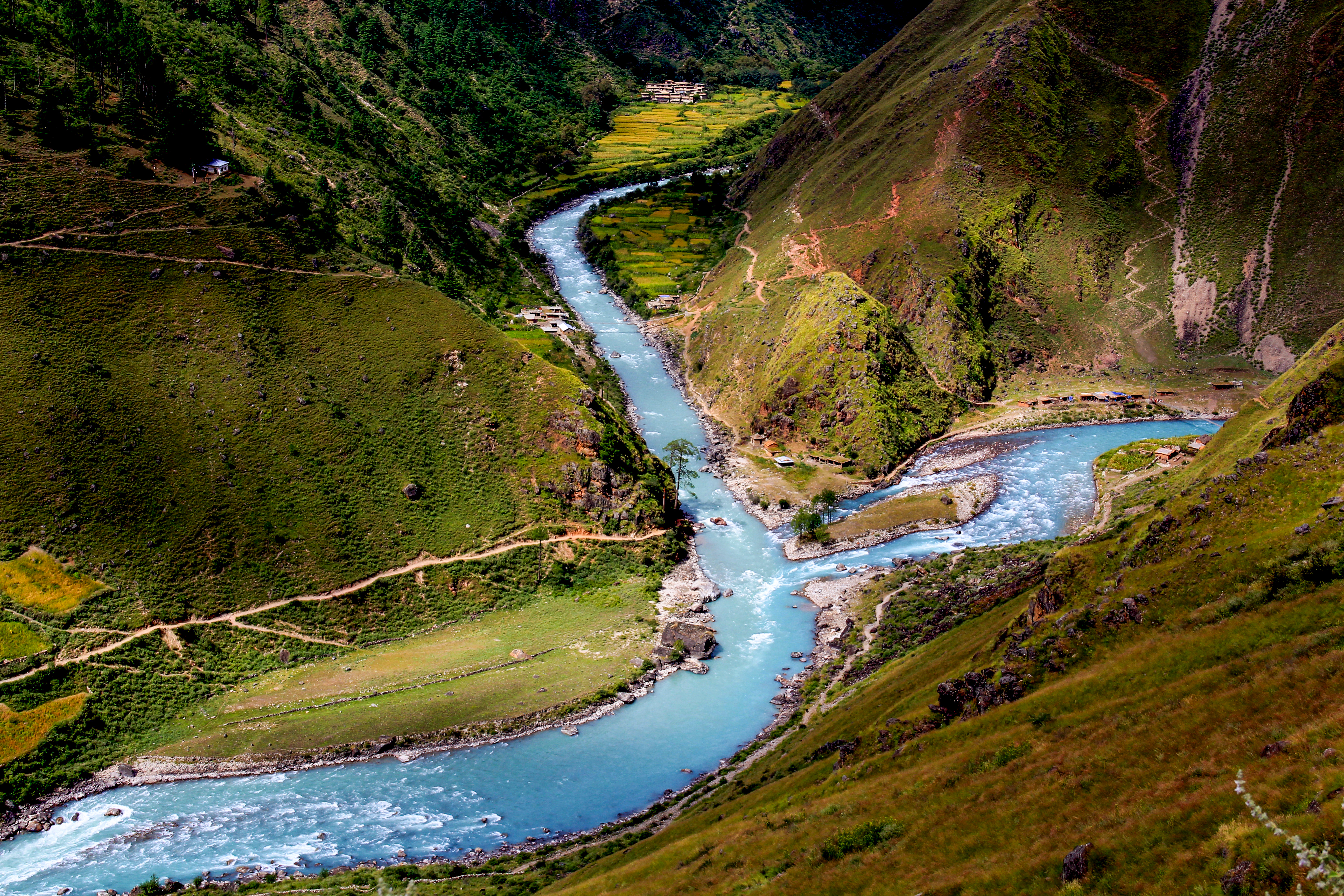
가가라강

가가라강(Ghaghara River)은 중국과 네팔, 그리고 인도 북동부를 흐르는 강이다. 네팔에서는 카르날리강(Karnali River)이라고 부른다. 길이 917 km. 티베트 남서부 히말라야산맥 중에서 발원하여 네팔 서부를 남서로 흐른다. 인도 북부의 우타르프라데시주에 이르면 남동쪽으로 방향을 돌려 파이자바드의 북부를 지나서, 파트나의 서쪽 약 50 km 지점에서 갠지스강에 합류한다. 파이자바드의 하류는 항행이 가능하여, 곡물, 목재 등의 운반에 이용되고 있다.